# Phymatodes glaucopruinata
Phymatodes glaucopruinata là một loài thực vật có mạch trong họ Polypodiaceae. Loài này được (C. Chr.) Ching miêu tả khoa học đầu tiên năm 1941.